# Kurodaia cryptostigmata
Kurodaia cryptostigmata är en insektsart som först beskrevs av Nitzsch in Giebel 1861.  Kurodaia cryptostigmata ingår i släktet Kurodaia, och familjen spolätare. Arten är reproducerande i Sverige.